# Bixa excelsa
Bixa excelsa là một loài thực vật có hoa trong họ Bixaceae. Loài này được Gleason & Krukoff mô tả khoa học đầu tiên năm 1934.